# Jan Brueghel cel Tânăr

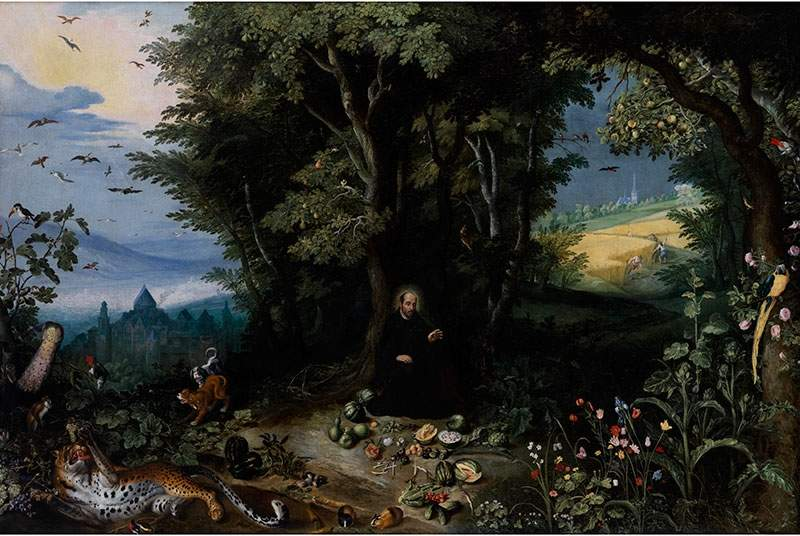
Jan Brueghel Sf. Ignatius

Jan Brueghel cel Tânăr (n. 13 septembrie 1601, Antwerpen – d. 1 septembrie 1678, Antwerpen) a fost un pictor flamand care a pictat în general peisaje și natură moartă.

## Date biografice
Jan a fost primul născut în familia lui Jan Brueghel cel Bătrân. La doi ani după nașterea lui, în 1603, moare Isabella de Jode, mama pictorului. În 1605 tatăl lui se recăsătorește cu Katharina van Marienburg, cu care va avea 8 copii. Jan are dificultăți cu mama sa vitregă, lucru pe care tatăl lui îl va povesti cardinalului Borromeo. Destinul primului născut este de la bun început hotărât de a continua pictura, tradiția familiei. Tatăl lui era împreună cu Rubens unul din pictorii cei mai renumiți din secolul XVII. Jan a început să învețe pictura în atelierul tatălui său de la vârsta de 10 ani.

## Genealogie
|                           |                           |                           |                           | Pieter Bruegel cel Bătrân |                           |  |  |                         |                         |                         |                         |                         |                         |  |  |  |  |  |  |  |  |  |  |  |  |  |  |
|                           |                           |                           |                           |                           |                           |  |  |                         |                         |                         |                         |                         |                         |  |  |  |  |  |  |  |  |  |  |  |  |  |  |
|                           |                           |                           |                           |                           |                           |  |  |                         |                         |                         |                         |                         |                         |  |  |  |  |  |  |  |  |  |  |  |  |  |  |
| Pieter Brueghel cel Tânăr | Pieter Brueghel cel Tânăr | Pieter Brueghel cel Tânăr | Pieter Brueghel cel Tânăr | Pieter Brueghel cel Tânăr | Pieter Brueghel cel Tânăr |  |  | Jan Brueghel cel Bătrân | Jan Brueghel cel Bătrân | Jan Brueghel cel Bătrân | Jan Brueghel cel Bătrân | Jan Brueghel cel Bătrân | Jan Brueghel cel Bătrân |  |  |  |  |  |  |  |  |  |  |  |  |  |  |
| Pieter Brueghel cel Tânăr | Pieter Brueghel cel Tânăr | Pieter Brueghel cel Tânăr | Pieter Brueghel cel Tânăr | Pieter Brueghel cel Tânăr | Pieter Brueghel cel Tânăr |  |  | Jan Brueghel cel Bătrân | Jan Brueghel cel Bătrân | Jan Brueghel cel Bătrân | Jan Brueghel cel Bătrân | Jan Brueghel cel Bătrân | Jan Brueghel cel Bătrân |  |  |  |  |  |  |  |  |  |  |  |  |  |  |
|                           |                           |                           |                           |                           |                           |  |  | Jan Brueghel cel Tânăr  |                         |                         |                         |                         |                         |  |  |  |  |  |  |  |  |  |  |  |  |  |  |
|                           |                           |                           |                           |                           |                           |  |  |                         |                         |                         |                         |                         |                         |  |  |  |  |  |  |  |  |  |  |  |  |  |  |
|                           |                           |                           |                           |                           |                           |  |  | Abraham Brueghel        |                         |                         |                         |                         |                         |  |  |  |  |  |  |  |  |  |  |  |  |  |  |